# Jan z Předboře (syn Alše)
Jan z Předboře byl český šlechtic, vladyka z Předboře u Chotěboře. Jeho manželka byla Kateřina z Pašiněvsi. 
Od roku 1536 vlastnil Studenec, který dostal od otce Alše z Předboře. V roce 1537 přikoupil Zubří s vesnicemi a v roce 1556 ještě 17 dalších vesnic. Roku 1564 předal majetek synovi Janovi.